# Presa del Pasteral
La Presa del Pasteral és una obra d'Amer (Selva) relacionada amb el Pantà del Pasteral. L'obra està inclosa a l'Inventari del Patrimoni Arquitectònic de Catalunya.

## Descripció
La presa està constituïda per una enorme resclosa de formigó armat que actua com a punt de captació i contenció de les aigües.
La seva tasca és molt clara i es pot estructurar en tres punts concrets i específics: en primer lloc, emmagatzemar l'aigua provinent de Susqueda i Sau, amb la finalitat de crear unes reserves eficaçes, molt necessàries en les èpoques de sequera. En segon lloc, generar energia elèctrica. Sota la resclosa s'han habilitat les instal·lacions i equipaments necessaris per a la ubicació d'una central elèctrica amb les pertinents turbines. Així aprofitant el salt d'aigua es genera la tant preuada i necessària energia elèctrica la qual posteriorment és subministrada a les diferents llars. I en tercer lloc, subministrar i canalitzar aigua, no només a les poblacions veïnes com el Pasteral o la Cellera de Ter, sinó inclús a Girona i Barcelona.

## Història
Per trobar els orígens remots de la presa cal remuntar-nos a principis del segle xix i en concret amb l'hospici de Girona. Propietari de terres i masos en el Pasteral, l'hospici va promoure una presa i un rec que fes possible el regatge d'aquestes terres, fent arribar l'aigua del Ter fins a la Cellera.
La presa es va construir l'any 1825 al Pla de Canet, entre can Blanch i la Resclosa. En lloc de canalitzar l'aigua Ter avall fins a can Carreres, es va començar a construir una mina (que va quedar a mig fer), que des del mateix Pla de Canet havia d'anar a sortir a can Francisco. Encara avui es poden veure les dues entrades d'aquesta mina inacabada. Més tard aquestes aigües van arribar al poble mitjançant un canal obert.
La resclosa del Pasteral, enllestida l'any 1905, va ser durant molts anys, un dels atractius turístics més importants d'aquesta zona.
Aigües avall de la resclosa del Pasteral es va construir, a començament dels anys quaranta, un complex hidràulic que proveeix d'aigua la central de can Ribes. També en aquesta època (concretament durant l'aiguat del 18 d'octubre de 1940) van quedar destruïts el canal i la presa de Sant Julià, que proveïa d'aigua les indústries Burés d'Anglès. Posteriorment es va construir un nou canal que, des de la central de can Ribes, arriba a les turbines anglesenques. Aquest nou complex és conegut com a Pasteral II. Com a última cosa, cal destacar que en el Pasteral I hi ha la captació de les aigües que van cap a Barcelona i en el Pasteral II hi ha la de les que van cap a Girona.